# اندیس سنگ تزئینی سیاه مرادآباد
سنگ تزئینی سیاه مرادآباد یک اندیس مصالح ساختمانی است که در حوالی شهر شهرکرد استان چهارمحال و بختیاری قرار دارد و مادهٔ معدنی موجود در آن، سنگ تزئینی است.سنگ میزبان این اندیس سنگ آهک است و دیرینگی آن به دوران کرتاسه می‌رسد. 